# Artur Siódmiak
Artur Piotr Siódmiak (ur. 7 października 1975 w Wągrowcu) – były polski piłkarz ręczny, grający na pozycji obrotowego, reprezentant Polski (133 oficjalne mecze międzypaństwowe i 102 zdobyte gole), uczestnik igrzysk olimpijskich (Pekin 2008), wicemistrz świata z 2007 i brązowy medalista Mistrzostw Świata 2009. W 2012, po zakończeniu czynnej kariery zawodniczej, założył działalność gospodarczą, zajmującą się organizowaniem różnych wydarzeń (głównie sportu dziecięcego) oraz fundację i Akademię Piłki Ręcznej własnego imienia (co roku organizuje obozy sportowe dla młodzieży). Współpracownik fundacji MG13 Marcina Gortata. Komentator i ekspert piłki ręcznej na antenach grupy Polsat. Pseudonim sportowy - "Siódym".

## Kariera

### Klubowa
W czasach licealnych występował w drużynach młodzieżowych w swym rodzinnym mieście, a jego pierwszym trenerem był Stanisław Gąsiorek. W 1994 rozpoczął studia na poznańskiej AWF. Swój pierwszy kontrakt podpisał w 1994 z Nielbą Wągrowiec, grającą w ówczesnej II lidze. W 1996 przeszedł do ekstraklasowego Wybrzeża Gdańsk, w barwach którego wywalczył dwa mistrzostwa Polski (w sezonach 1999/2000 i 2000/2001). W 2003 drużyna piłki ręcznej w Wybrzeżu została rozwiązana, wobec czego Siódmiak przeniósł się do Warszawianki, która tuż po jego przyjściu również upadła. Artur myślał wówczas o skończeniu czynnego uprawiania sportu, planując podjęcie innej pracy zarobkowej w branży bankowej, bądź ubezpieczeniowej. Ostatecznie jednak wyjechał do Luksemburga, w 2004 rozpoczynając grę w amatorskim HBC Bascharage. Błyskawicznie stał się czołowym zawodnikiem ligi luksemburskiej, więc mimo podpisania dwuletniego kontraktu, po roku przeszedł do francuskiego pierwszoligowca Saint-Raphaël Var Handball. W pierwszym sezonie (2004/2005) drużyna zajęła 14. miejsce, spadając do II ligi. W 2005 Siódmiak przeszedł do szwajcarskiego pierwszoligowca Pfadi Winterthur, a po roku do drużyny mistrza kraju Kadetten Schaffhausen, z którą w edycji 2006/2007 wywalczył tytuł mistrza Szwajcarii, a rok później wicemistrzostwo. W 2008 trafił do TuS Nettelstedt-Lübbecke, z którą po roku wywalczył awans do wymarzonej Bundesligi. I tym klubie po sezonie 2011/2012 zakończył karierę zawodniczą.

### Reprezentacyjna
W połowie lat 90. był powoływany do kadr juniorskich i młodzieżowych. W reprezentacji seniorskiej zadebiutował mając niespełna 23 lata – 18 sierpnia 1998 w wygranym 23:20 towarzyskim meczu przeciwko Litwie w Szczecinie. Do 2001 rozegrał w niej niespełna 30 oficjalnych spotkań, po czym przez kolejne 3,5 roku nie został powołany ani razu. Dopiero objęcie funkcji selekcjonera przez Bogdana Wentę spowodowało, że w 2005 powrócił do kadry. W 2007 wywalczył srebrny medal Mistrzostw Świata w Niemczech, za co 5 lutego 2007 został odznaczony przez Prezydenta RP Lecha Kaczyńskiego Złotym Krzyżem Zasługi oraz Superpuchar. W lutym 2008 zajął 7. miejsce Mistrzostw Europy w Norwegii, a w maju – podczas wrocławskiego turnieju kwalifikacyjnego – wywalczył przepustkę do Igrzysk Olimpijskich w Pekinie (przegrana w ćwierćfinale z Islandią i ostatecznie 5. miejsce). W lutym 2009 zdobył brązowy medal Mistrzostw Świata w Chorwacji.
Z tą ostatnią imprezą związane jest najważniejsze wydarzenie w karierze Siódmiaka. Pod koniec spotkania z Norwegią przechwycił piłkę od grających w przewadze (wycofanie bramkarza) rywali i na 5 sekund przed końcem meczu – z własnej połowy – trafił do pustej bramki przeciwników, ustalając wynik pojedynku na 31:30 dla Polski, co zagwarantowało jej awans do półfinału turnieju (awans dawało, zarówno jednej, jak i drugiej drużynie, tylko zwycięstwo, w przypadku remisu odpadały oba zespoły). . Od tego czasu zaczęło w Polsce funkcjonować określenie "rzut Siódmiaka" oznaczające rzut z bardzo dużej odległości do pustej bramki. W styczniu 2010 Siódmiak przyczynił się do wywalczenia 4. miejsca Mistrzostw Europy w Austrii.

## Życie prywatne
Ma dwóch braci: Tomasza i Marcina, którzy również uprawiali piłkę ręczną. Żonaty z Magdaleną, z którą ma dwójkę dzieci: syna Filipa oraz córkę Lenę. Jego bratową jest Karolina Siódmiak (żona Marcina).
Został członkiem honorowego komitetu poparcia Bronisława Komorowskiego przed wyborami prezydenckimi w Polsce w 2015 roku. Od 2020 współpracuje z kanałami sportowymi Polsatu, gdzie pełni rolę eksperta i komentatora przy wybranych transmisjach spotkań piłki ręcznej. Był także ekspertem serwisu streamingowego Viaplay Polska podczas Mistrzostwa Świata w Piłce Ręcznej Mężczyzn, odbywających się w styczniu 2023 w Polsce i w Szwecji. Ponownie został ekspertem i dodatkowo komentatorem wybranych spotkań tej samej platormy w trakcie Mistrzostw Świata w Piłce Ręcznej Mężczyzn, które rozgrywane są w Chorwacji, Norwegii i Danii. 

## Sukcesy

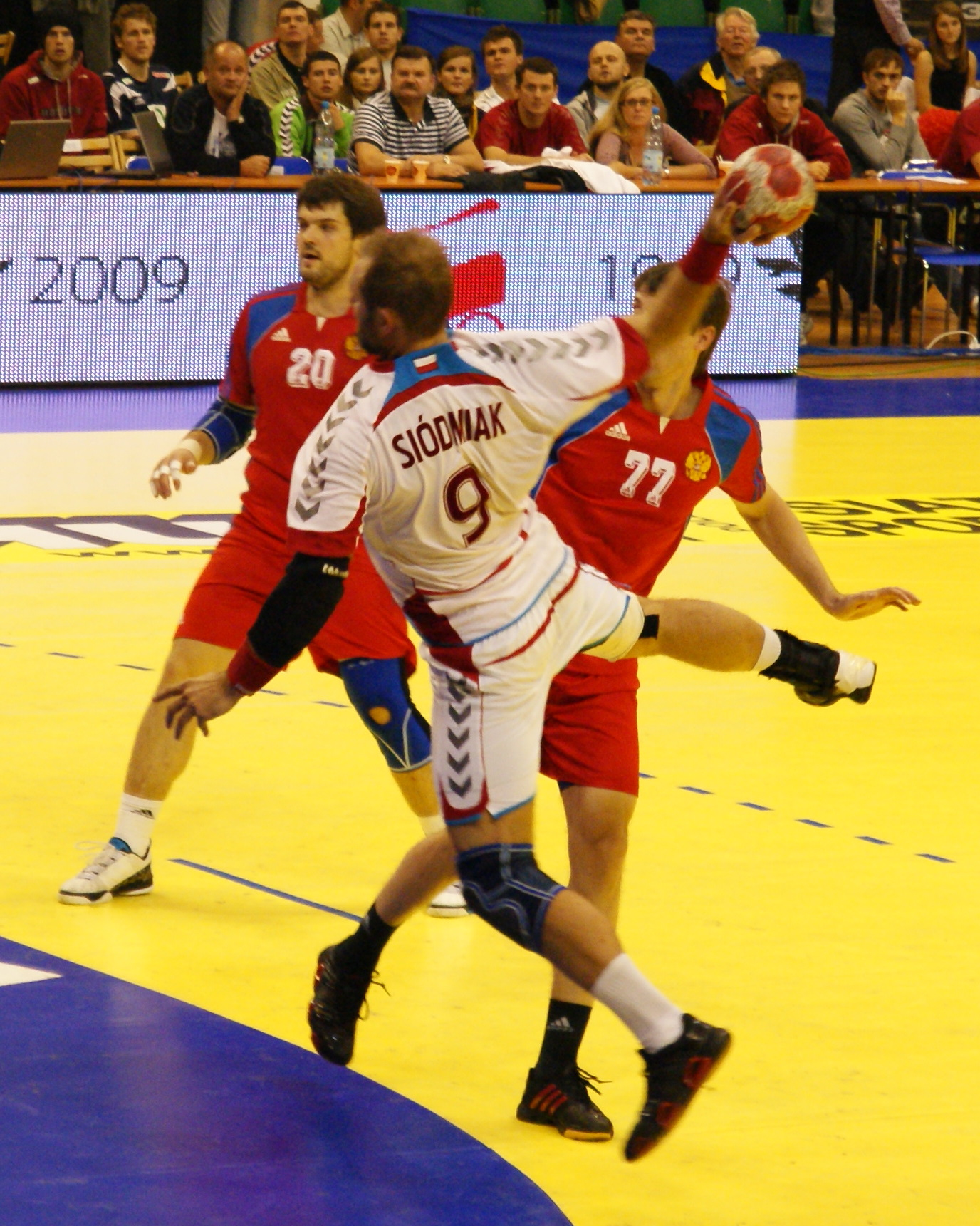
Siódmiak w trakcie ataku

### Klubowe
- 2000, 2001:  Mistrzostwo Polski
- 2007:  Mistrzostwo Szwajcarii
- 2008:  wicemistrzostwo Szwajcarii
- 2007, 2008:  Puchar Szwajcarii
- 2007:  Superpuchar Szwajcarii

### Reprezentacyjne
- 2007:  wicemistrzostwo świata
- 2009:  brązowy medal Mistrzostw Świata